# James Thomas Humberstone
James Thomas Humberstone (Dover, Inglaterra, 8 de julio de 1850 - Iquique, Chile, 12 de junio de 1939), también conocido por su nombre castellanizado, Santiago Humberstone, fue un ingeniero químico inglés, que llegó a América del Sur en 1875, para trabajar en las oficinas salitreras de Tarapacá, Zona Norte de Chile, aportando un importante avance en la industria salitrera.

## Biografía
Nació en la ciudad de Dover, Reino Unido, y su padre tenía un modesto empleo en una oficina de correos. Cuando era niño se trasladó junto a su familia a Londres. Impulsado para estudiar Ingeniería, a los 17 años trabajó en la maestranza del Ferrocarril de Londres y del Noroeste, donde aprendió mecánica y química.
A los 20 años Humberstone trabajaba como asistente en el laboratorio de la maestranza encargado de verificar los análisis químicos.
Estudió de noche en los cursos del Mechanical Institute, sin tener que dejar su empleo. 
Cuando cumplió 25 años fue contratado por la Compañía Salitrera de Tarapacá, y decidió viajar a América en 1875. Llega al puerto peruano de Pisagua el 6 de enero, y fue destinado a la Oficina salitrera de San Antonio de Zapiga, desempeñándose como químico e ingeniero.
En 1878 introdujo el Sistema Shanks a la oficina para elaborar carbonato de sodio y otros cambios como el traspaso de aguas residuales para evitar la pérdida de los materiales que quedaban depositados en los ripios: Más tarde este sistema sería utilizado en todas las oficinas salitreras.
Al llegar a Tarapacá, el gobernador les recomendó - por el peligro del avance chileno - irse a Arica. Nuevamente cruzaron el desierto por el temor de ir cerca de la costa, sufriendo muchas veces la falta de alimentos y de agua. Demoraron veinte días en llegar a Arica.
Cuando terminó la guerra, y el departamento de Tarapacá fue anexado a Chile, Humberstone continúo trabajando en la Oficina Agua Santa, y gracias a su sistema para obtener agua de máquinas en pleno desierto ocupó un rol en la industria. Se ganó la confianza de uno de los industriales del salitre más importantes John Thomas North (conocido como The Nitrate King) quien lo nombró administrador de varias oficinas. 
En 1892 se desempeñó como administrador de la Corporación de Ferrocarriles de Agua Santa y fundó el puerto de embarque de Caleta Buena y lo dotó de modernas instalaciones de embarque de salitre. También mejoró el proceso de elaboración de salitre. Gracias a ello se disminuyó el costo de explotación e hicieron rendir las materias primas (Caliche). También introdujo la utilización de petróleo en los calderos, se emplearon los motores diésel para generar energía eléctrica, se utilizaron los filtros butters en 1914, y la instalación de filtros al vacío para separar y aprovechar mejor los finos.
Humberstone entregó una gran innovación a la industria salitrera por eso no es extraño que lo nombraran con el apodo del “Padre del Salitre”. Trabajó 34 años dirigiendo la compañía. Al retirarse de la Asociación de Productores de Salitre, le otorgó una medalla por sus servicios. Españolizó su nombre James a “Santiago” (James es la traducción anglosajona para el apóstol Santiago).

## Reconocimientos

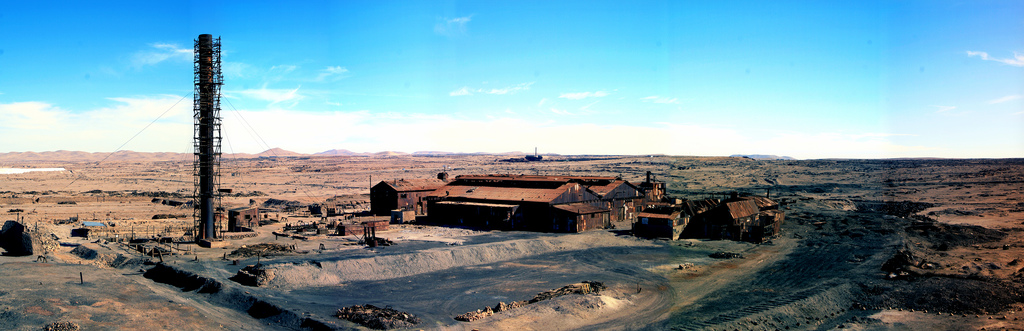
Oficina Humberstone.

En 1936 el Rey Jorge VI de la Gran Bretaña le confirió la Orden del Imperio Británico.
Humberstone falleció en Iquique el 12 de junio de 1939, y fue enterrado en el British Cemetery o también llamado Cementerio de los ingleses (Chile), ubicado en la Hacienda Tiliviche. En su honor, la oficina La Palma, a pocos kilómetros de Iquique, fue rebautizada como Oficina Salitrera Santiago Humberstone.